# Rhodostemonodaphne longipetiolata
Rhodostemonodaphne longipetiolata är en lagerväxtart som beskrevs av Madriñán. Rhodostemonodaphne longipetiolata ingår i släktet Rhodostemonodaphne och familjen lagerväxter. Inga underarter finns listade i Catalogue of Life.